# جيان روبرت
جيان روبرت (بالفرنسية: Ipoustéguy)‏ (و. 1920 – 2006 م) هو نحات، ورسام فرنسي، شارك في معرض دوكومنتا الثالث ‏، ودوكومنتا 6 ‏، توفي عن عمر يناهز 86 عاماً.

## معرض صور

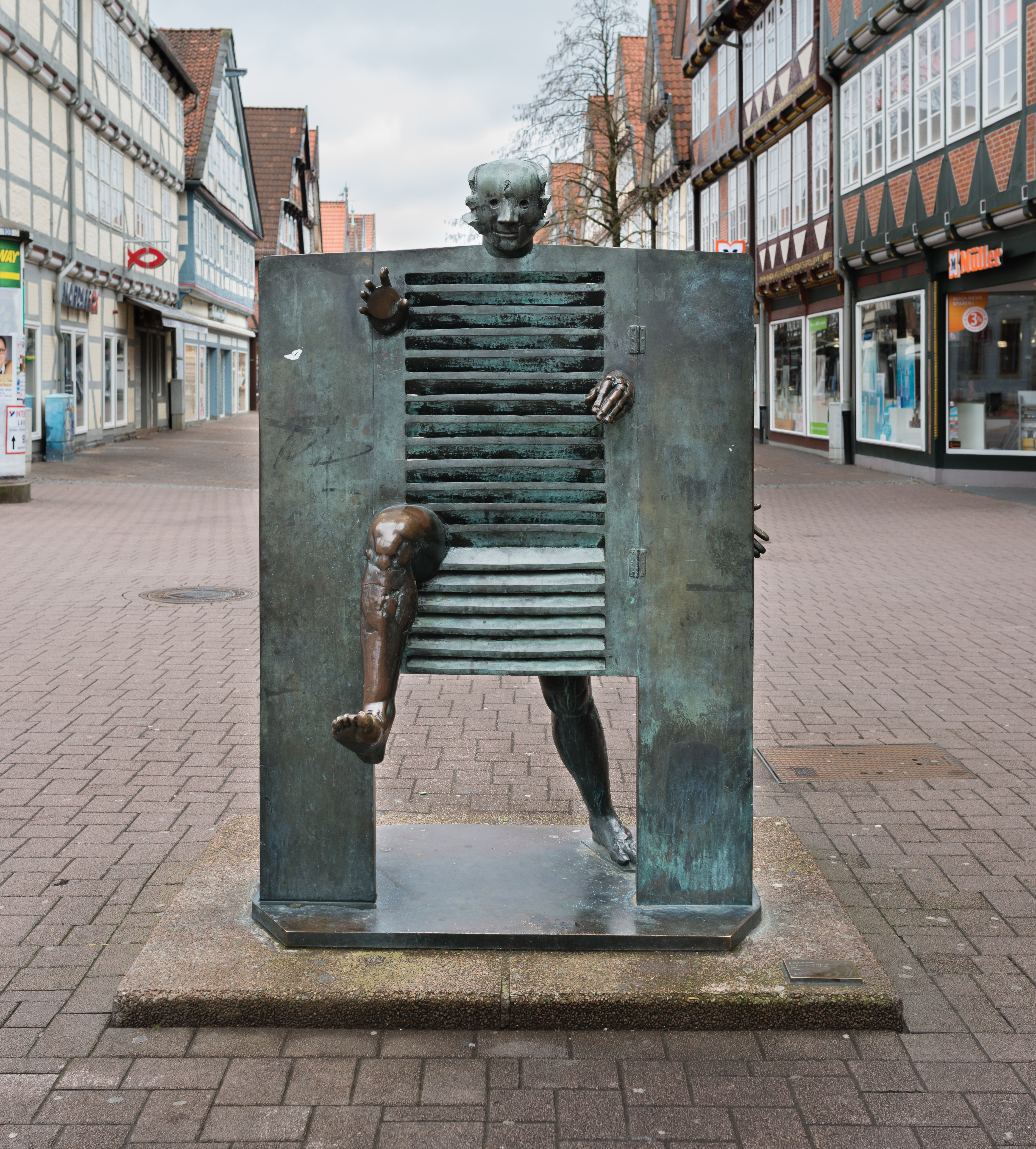
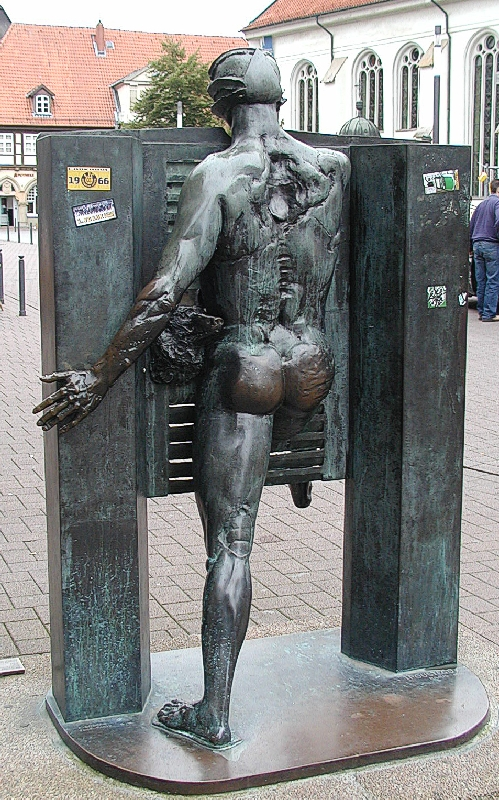
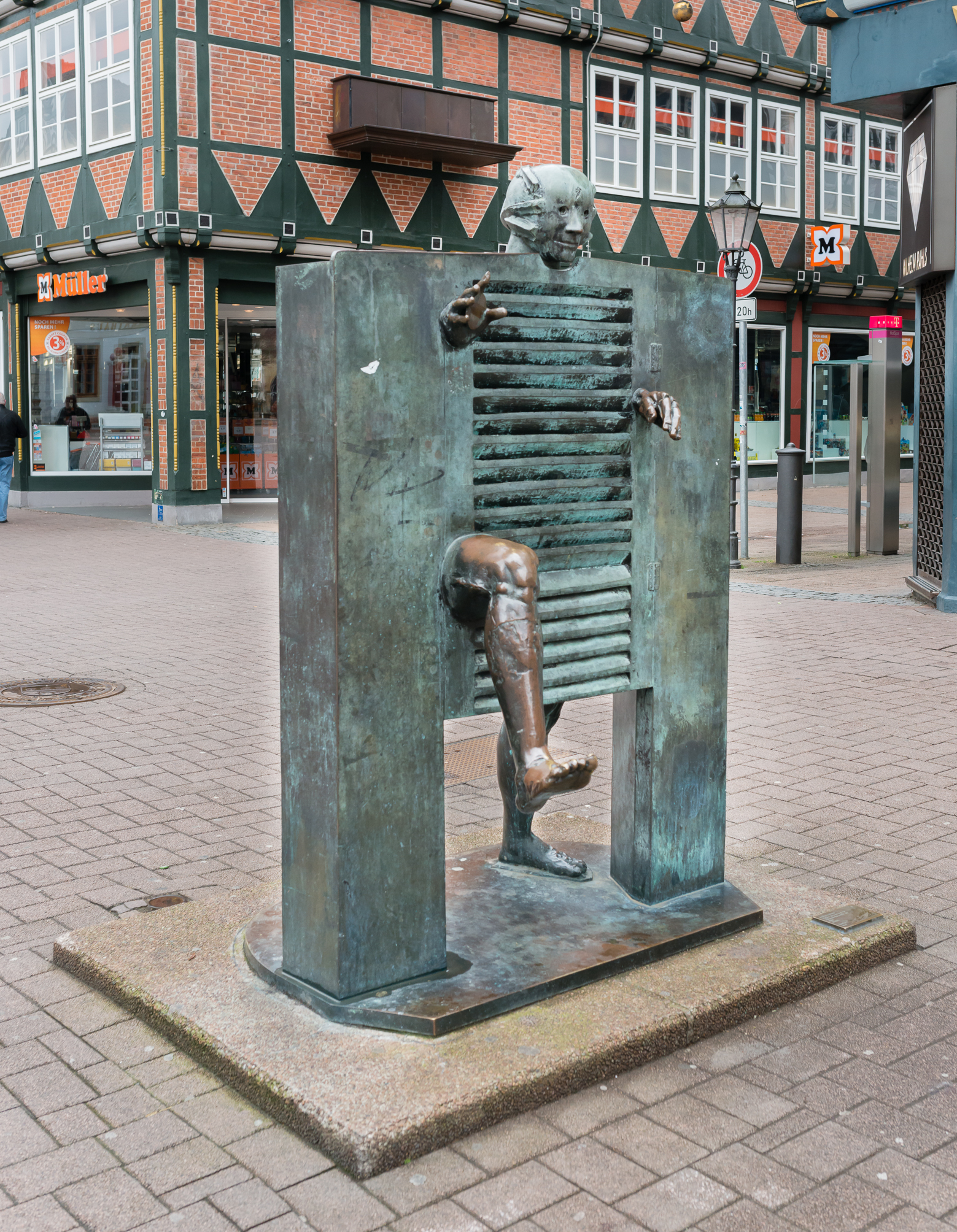
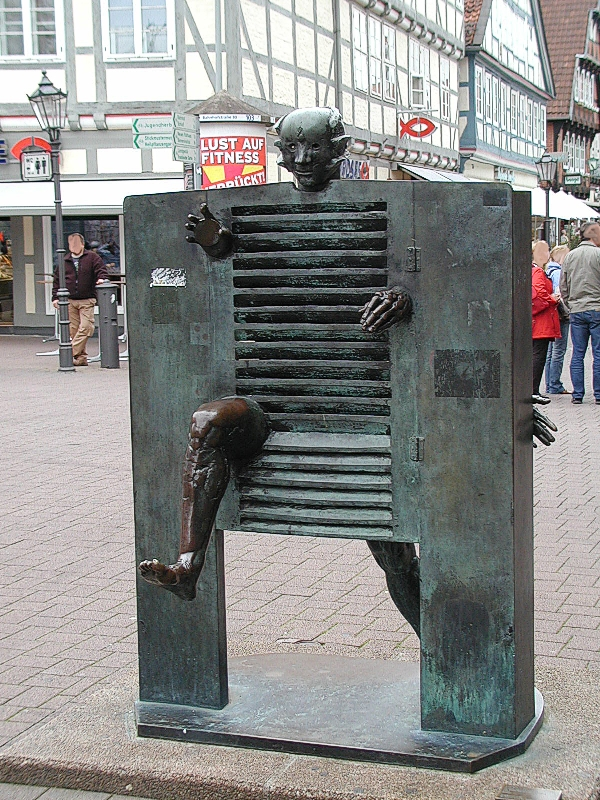

## جوائز
حصل على جوائز منها:

وسام جوقة الشرف